# Транспортёр (вагон)
Транспортёр — специальный грузовой вагон, предназначенный для перевозки крупногабаритных и тяжеловесных грузов (трансформаторы большой мощности, части гидравлических турбин, статоры и роторы генераторов, колонны, станины), которые по своим размерам и (или) массе не могут быть перевезены в других вагонах.

## Типы транспортёров
Различают следующие типы транспортёров:
- площадочные
- платформенные
- колодцевые
- сцепные
- сочленённые

## Конструктивные особенности
Площадочные транспортёры имеют главную несущую балку в форме изогнутого бруса, в нижней части которого расположена погрузочная площадка. Главная балка оборудована пятниками (обычно сферическими), опирающимися на вспомогательные (соединительные) балки или непосредственно на ходовые части транспортёра. Грузоподъёмность площадочных транспортёров от 55 до 220 тонн (в зависимости от числа осей, длины погрузочной площадки и её высоты от головки рельса).
Платформенные транспортёры отличаются от площадочных прямой формой главной балки (рамы).
Колодцевые транспортёры имеют главную несущую балку, которая в средней межтележечной части образует нишу («колодец») между двумя боковыми элементами. В нижней части «колодца» расположены передвижные балки для опирания груза. Транспортёры колодцевого типа имеют грузоподъёмность 60—120 тонн.
Сцепные транспортёры состоят из двух несущих платформ (секций) с турникетами для опирания и закрепления длинных тяжеловесных грузов и промежуточных платформ, служащих для увеличения длины и для связи секций транспортёров. Секции транспортёров соединены укороченными автосцепками без поглощающих аппаратов. Основные типы сцепных транспортёров — 12-осный транспортёр (грузоподъёмность 120 тонн), 16-осный транспортёр (240 тонн) и 32-осный транспортёр (480 тонн).
Сочленённые транспортёры состоят из двух секций, имеющих главные несущие элементы в виде консолей, которые через систему балок опираются на ходовые части. Груз располагают между двумя консолями обычно на вспомогательных несущих балках (иногда без них). В нижней части груз (или вспомогательные балки) соединяют с консолями при помощи проушин и валиков. Вверху груз (или балки) защемляется между упорами консолей под действием силы тяжести. Сочленённые транспортёры оборудованы системой гидравлических подъёмников для погрузки-разгрузки и поддержания консолей при разведении секций транспортёра. Используются 16-осные транспортёры (грузоподъёмность 220 тонн), 20-осные (300 тонн), 28-осные (400 и 500 тонн).

## Оборудование
Для ходовой части транспортёра используют типовые двухосные тележки (специальные) или тележки с уменьшенной базой. Транспортёры оборудуются автосцепкой и типовым автоматическим тормозом.